# Старков, Борис Анатольевич
Бори́с Анато́льевич Старко́в (род. 17 ноября 1948, ст. Шилка, Читинская область) — советский и российский историк, специалист по истории России XX века. Доктор исторических наук, профессор, заслуженный деятель науки РФ. Член редакционной коллегии журналов «Новый часовой» и «Русское прошлое».

## Биография
В 2002—2007 Борис Анатольевич Старков являлся председателем ГЭК и ГАК факультета международных отношений СПбГУ. 

В настоящее время — заведующий кафедрой истории России и зарубежных стран Санкт-Петербургского Университета экономики и финансов и руководитель рабочей группы по изучению политических процессов в советской России в Институте социальной истории (Амстердам).

## Награды и почётные звания
- Почётный работник Высшего Образования Российской Федерации
- Заслуженный деятель науки Российской Федерации
- Почётный доктор истории Абердинского университета (Шотландия)

## Основные работы
Б. А. Старков является автором более 140 научных публикаций, в том числе 20 монографий. Среди них:
- Старков Б. А. Дела и люди сталинского времени. — СПб., 1995. — 212 с. — ISBN 5-7310-0477-3.
- Измозик В. С., Старков Б. А., Павлов Б. А., Рудник С. Н. Подлинная история РСДРП-РКПб-ВКПб. Краткий курс. Без умолчаний и фальсификаций. — СПб.: Питер, 2010. — 496 с. — ISBN 978-5-49807-254-8.
- Спецоперации НКВД СССР в Испании, 1936—1939. — СПб., 2015. — 179 с. — ISBN 978-5-288-05606-2. (Член авторского коллектива)

### Статьи
- Москва послевоенная. 1945—1947: Сб. документов / Сост. М. М. Горинов, А. Н. Пономарев, Е. В. Таранов. М., 2000. 768 с. : [Рецензия] // Исторический архив. — 2001. — № 3. — С. 216—220. — ISSN 0869-6322.
- Лубянка. Сталин и ВЧК — ГПУ — НКВД. Январь 1922 — декабрь 1936; Лубянка. Сталин и Главное управление государственной безопасности. 1937—1938 : [Рецензия] // Исторический архив. — 2005. — № 1. — 217—221.
- Российская государственность и государственная безопасность : [Рецензия] // Отечественная история. — 2006. — № 2. — С. 184—189. — ISSN 0869-5687 (в соавторстве с В. С. Измозиком).
- О русском военном зарубежье // Вопросы истории. — 2007. — № 6. — С. 160—166.

Доступные на сайте «Скепсис»
- М. Н. Рютин. К политическому портрету // Известия ЦК КПСС. — 1990. — № 3. — С. 150—163.
- Судьба Вальтера Кривицкого // Вопросы истории. — 1991. — № 10. — С. 82—93. — ISSN 0042-8779.

### Публикаторская и редакторская деятельность
- Кривицкий В. Г. Я был агентом Сталина : записки советского разведчика / Вступ. ст. Б. А. Старкова, с. 6—58. — М., 1991. — ISBN 5-250-01760-6.
- Рютин М. Н. На колени не встану / [Вступ. ст. Б. А. Старкова, с. 3—48]. — М., 1992. — ISBN 5-250-01483-6.

### Учебные пособия
- История Отечества : Учеб. для 11-го кл. сред. шк. / В. П. Островский, В. И. Старцев, Б. А. Старков, Г. М. Смирнов. — М. : Просвещение, 1992. — 286, [1] с. — 3 018 000 экз. — ISBN 5-09-003804-X.

### Научно-популярные публикации
- Честь партии // Знание — сила. — 1988. — № 11 страницы=81. — ISSN 0130-1640.
- Красный маршал : [о М. Н. Тухачевском]. — М. : Молодая гвардия, 1990. — 303, [1] с. — (Исторические портреты). — 100 000 экз. — ISBN 5-235- (в соавторстве с Ю. А. Щетиновым).
- «Сто дней лубянского маршала» // Источник. — 1993. — № 4. — С. 82.
- Охотники на шпионов. Контрразведка Российской империи, 1903—1914. — СПб.: Питер, 2006. — 304 с. — 4000 экз. — ISBN 5-469-01283-2.